# 斯基利夫特山口
斯基利夫特山口（英語：Skilift Col）是南極洲的山口，位於瑪麗伯德地，處於格里菲斯冰川和豪冰川之間，由新西蘭探險隊命名，現時由南極條約體系管理。